# Ribeira de Piquín
Ribeira de Piquín település Spanyolországban, Lugo tartományban. Ribeira de Piquín Pol, Meira, A Pontenova, A Fonsagrada és Baleira községekkel határos. Lakosainak száma 492 fő (2024).

## Népesség
A település népessége az elmúlt években az alábbi módon változott:
| Lakosok száma | 872  | 810  | 742  | 687  | 630  | 583  | 554  | 528  | 500  | 492  |
|               | 2001 | 2004 | 2007 | 2009 | 2012 | 2014 | 2017 | 2019 | 2022 | 2024 |